# Ahmed Hammami
Ahmed Hammami, né le 6 juin 1944 à Tunis (quartier de Bab El Khadra), est un footballeur tunisien. Il joue au poste de défenseur central.

## Carrière
Il est gymnaste avant de pratiquer le football en signant sa première licence en 1958 en faveur du Club africain. En 1962, il rejoint l'Espérance sportive de Tunis. Par la suite, il évolue durant trois saisons au sein du club allemand de Sportfreunde Siegen. En 1969, il choisit de revenir à l'Espérance sportive de Tunis avec qui il remporte le championnat de Tunisie en 1970.
Il joue également pour la sélection nationale en 1965. Il a mis un terme à sa carrière en 1972.